# Breviarium Mayer van den Bergh

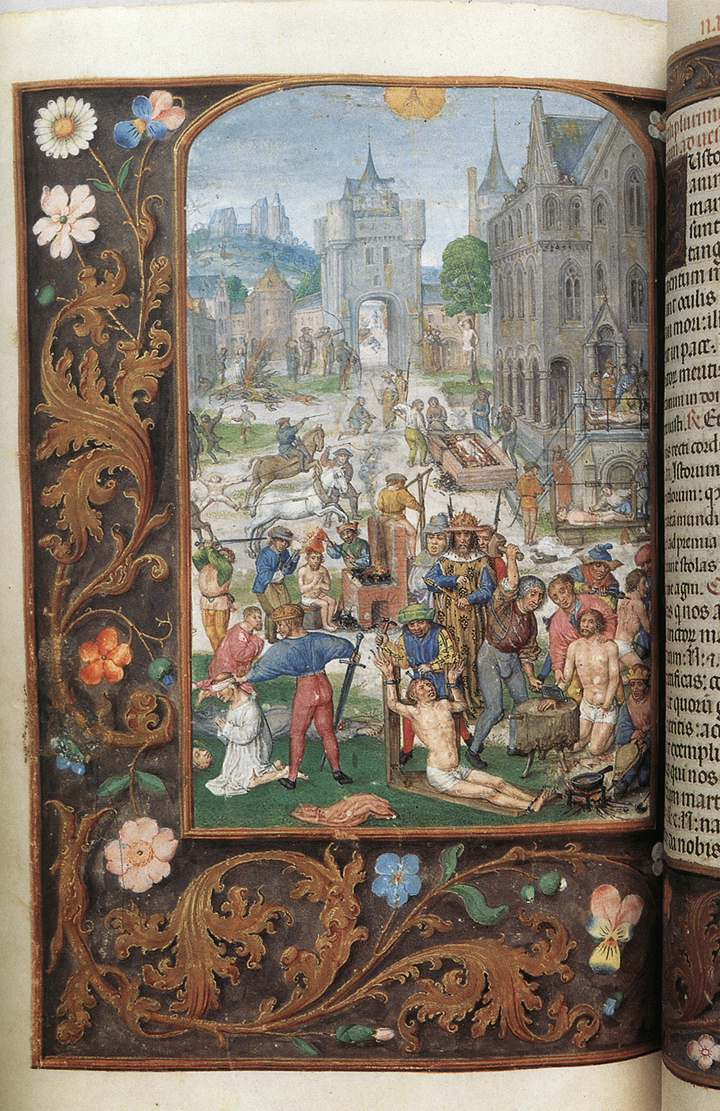
Breviarium Mayer van den Bergh, f596v – De marteldood van tienduizend christenen

Het Breviarium Mayer van den Bergh is een brevier dat rond 1500 werd gemaakt in de Zuidelijke Nederlanden, vermoedelijk in opdracht van een Portugese edelman of -vrouw. 

## Geschiedenis
De kunstverzamelaar Fritz Mayer van den Bergh kocht het in 1898 bij Christie's in Londen. Het brevier behoort sindsdien tot de collectie van het Museum Mayer van den Bergh te Antwerpen en is volgens kunsthistorici een van de hoogtepunten van de Vlaamse miniatuurkunst. Het brevier is erkend als Vlaams topstuk, en ingeschreven op de Topstukkenlijst.

## Beschrijving
Het handschrift bevat een 80-tal miniaturen, 149 decoratieve randversieringen en talloze versierde initialen. Het Breviarium Mayer van den Bergh is een handschrift met 706 folia van velijn met 7 schutbladen vooraan en 4 schutbladen achteraan. De folia zijn 224 x 160 mm groot en het tekstblok is 133 x 92 mm. De volbladminiaturen zijn, inclusief de versierde marge, 168 à 176 x 119 à 124 mm groot. De tekst is geschreven in twee kolommen van 32 lijnen in een gotica rotunda en is gesteld in het Latijn. De verklarende teksten bij de tabellen voor de berekening van de paasdatum zijn in het Portugees geschreven. Het Breviarium Mayer van den Bergh is een breviarium secundum consuetudinem Romanae Curiae (brevier volgens het gebruik van de Romeinse Curie).
Het Breviarium Mayer van den Bergh bevat zoals de meeste breviaria de volgende kerndelen: een eeuwigdurende kerkelijke kalender, een psalterium (de 150 psalmen traditioneel toegeschreven aan koning David), het temporale of tijdeigen met alle gebeden voor de zon-, feest- en weekdagen van het kerkelijke jaar, het proprium sanctorum of eigene der heiligen waarin de officies van de heiligen zijn opgenomen, en een commune sanctorum, het gemeenschappelijke der heiligen met algemene officies voor heiligen die niet voorkomen in het proprium sanctorum.

## Geschiedenis

### Datering
Er zijn tot nu toe geen documenten of rekeningen teruggevonden die de ontstaansgeschiedenis van de codex documenteren. De datering en patronage blijven dus gestoeld op hypotheses.
Het handschrift werd op basis van het schrift gedateerd omstreeks 1500. en van de heiligenfeesten die opgenomen waren in de kalender Dekeyzer hanteert een terminus post quem van 1495 waarbij zij zich baseert op het voorkomen van de heilige Nicolaas van Tolentino en van de feestdagen van Johannes Chrysostomos, Longinus en Talentinus, die pas in 1495 werden ingevoerd. Voor de terminus ante quem opteert zij voor 1501, zich baserend op onder meer de data in de tabellen voor de berekening van de zondagsletter, maar ook de klederdracht, de margedecoratie, de landschapschildering en de afwezigheid van werk van Simon Bening wijzen volgens haar in de richting van de periode tussen 1495 en 1501. Enkele andere onderzoekers situeren het handschrift eerder omstreeks 1510.

### Opdrachtgever

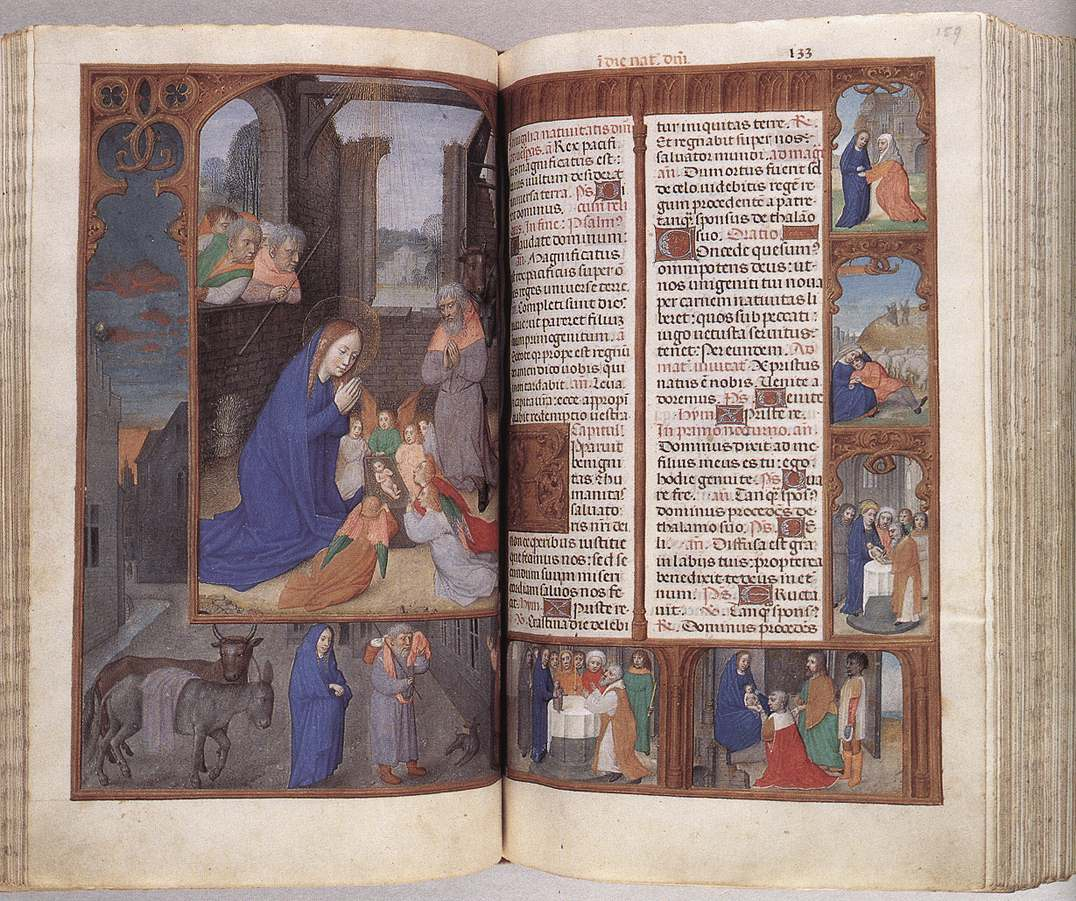
Breviarium Mayer van den Bergh – Geboorte van Christus en Geboortecyclus

De codex werd waarschijnlijk tussen 1495 en 1510 vervaardigd, en vermoedelijk voor een Portugese opdrachtgever. Dat de opdrachtgever in Portugal te situeren is kan men afleiden uit enerzijds de Portugese teksten in de codex en anderzijds uit de samenstelling van de heiligenkalender. Die bevat een aanzienlijk aantal heiligen die voornamelijk in Portugal werden vereerd. De opdrachtgever had waarschijnlijk ook nauwe banden met de franciscanen gezien de typisch franciscaanse kalender. Hij of zij was mogelijk betrokken bij de derde orde van Sint Franciscus, want een aantal prominente leden zoals Lodewijk de Heilige, de heilige Elizabeth van Hongarije, de heilige Elzearius en de heilige Ivo zijn in de kalender opgenomen. Gezien de luxueuze en kostbare uitvoering van het handschrift kan men het ook als vaststaand beschouwen dat de bestemmeling tot de hoogste klassen van de Portugese maatschappij behoorde.
| |  |  |
| Emanuel I van Portugal (1469–1521) en Maria van Aragón en Castilië (1482–1517), die gehuwd waren van 1500 tot 1517, worden beiden genoemd als mogelijke opdrachtgevers. |  |  |

Op basis van een aantal van deze criteria werd lange tijd gedacht dat Emanuel I de opdrachtgever kon geweest zijn. Maar voor deze toewijzing bestaan geen concrete aanduidingen zoals de aanwezigheid van een wapen van Emanuel of een prioritaire behandeling van zijn patroonheilige Hiëronymus. Ook naar de orde van de Christusridders, waarvan hij grootmeester was, wordt niet verwezen. Deze elementen, met daarbij de decoratie van het psalterium, wijzen volgens Dekeyzer op een andere opdrachtgever.
Wetenschappers hebben een zekere tweeledigheid in het handschrift vastgesteld. De kalender, de teksten in het Portugees en de gebeden tot de heiligen verwijzen sterk naar de franciscaner en augustijner heiligen, maar in de kerndelen van het werk (psalterium, temporale, proprium en commune sanctorum) zijn de franciscanen veel minder aanwezig. Er is ook vastgesteld dat de lay-out van de bladzijden verandert vanaf katern 49 en dat vanaf katern 50 een andere scribent de tekst schreef. Deze elementen laten veronderstellen dat tijdens het werk aan het handschrift de originele opdracht werd geannuleerd en dat het werk later werd hernomen voor een tweede opdrachtgever. Ook in de illustratie is deze tweeledigheid terug te vinden. Vermoedelijk zijn de miniaturen in het psalterium en het temporale samen met vijf halfbladminiaturen in het proprium in een eerste fase vervaardigd door de Maximiliaan-meester en zijn atelier. De miniaturen in het psalterium wijzen door hun inhoud meer op een geleerde bestemmeling dan op een koning. Voor de miniaturen van de tweede fase (na katern 50) werden blijkbaar andere miniaturisten aangesproken, namelijk de ateliers van Gerard Horenbout en de Meester van Jacobus IV van Schotland.
In de kalender komen een opvallend groot aantal vrouwelijke franciscaanse en augustijner heiligen voor en de heilige Catharina wordt zelfs drie keer afgebeeld, waarbij een van de miniaturen van de hand is van Gerard David. Bovendien wordt in tekst en beeld opvallend veel aandacht geschonken aan Maria. Deze miniaturen zijn allemaal in de tweede creatiefase tot stand gekomen, wat laat vermoeden dat de nieuwe bestemmeling een vrouw was die Maria heette. De meest voor de hand liggende Maria uit de hoge Portugese elite is Maria van Aragón en Castilië, een dochter van de Spaanse katholieke koning Ferdinand van Aragon en van koningin Isabella van Castilië. Zij trouwde in 1500 met de Portugese koning Emanuel I. Naast de vrouwelijke heiligen en de Maria-miniaturen met onder meer de zeldzame afbeelding van de feestdag van Onze Lieve Vrouw ter Sneeuw op f501v, zijn er nog een aantal miniaturen die Maria van Aragón en Castilië als eerste eigenaar van het handschrift zeer plausibel maken, zoals de visitatieminiatuur op f473v, van de hand van Gerard David, die misschien een bezoek van Maria aan haar moeder Isabella (Isabel is Spaans voor Elisabeth) voorstelt.
De opdrachtgever van de codex zou een Margaretha kunnen zijn. Haar naam komt twee keer voor in de kalender, op de feestdag van de heilige Margaretha en bovendien op 14 juli. Mogelijkerwijze werd het handschrift aan Maria geschonken door Margaretha van Oostenrijk, haar schoonzus die tot december 1499 aan het Spaanse hof verbleef. Het huwelijk van Maria werd toen al gepland en mogelijk was het manuscript een huwelijksgeschenk van Margaretha aan Maria.

### Latere geschiedenis
Het is onduidelijk wat er tussen 1500 en eind 19e eeuw met het handschrift gebeurde. Eind 19e eeuw dook het brevier op in Engeland, waar hij werd hersteld. Het handschrift werd verkocht aan de Weense kunstverzamelaar Martin Heckscher en na diens dood werd het tentoongesteld in het Kunstgewerbemuseum in Berlijn. Vervolgens werd het manuscript aangeboden op een veiling bij Christie's in Londen op 4 mei 1898. Daar werd het door de stroman van Frits Mayer van den Bergh, H. Wareham Harding, gekocht voor 1420 pond. Dat was een hoog bedrag voor een handschrift in die tijd, maar zo'n halve eeuw eerder was het Breviarium van Isabella van Castilië voor 3000 pond verkocht aan het British Museum.
Het breviarium bleef vrij onbekend tot Eduard Michel in 1924 een artikel over het werk publiceerde in de Gazette des Beaux-Arts. In 1932 publiceerde Camille Gaspar, curator van de handschriftenafdeling van de Koninklijke Bibliotheek, een facsimile van de miniaturen in het handschrift.
In de jaren 1930 werd het handschrift opnieuw ingebonden door het Brusselse boekbindersatelier Weckesser et ses fils. Die binding was zo strak dat de perkamenten folia vervormd raakten en het nagenoeg onmogelijk was het werk te gebruiken. In 1994 werd besloten de band van Weckesser te verwijderen en dat schiep de mogelijkheid om een groot aantal van de miniaturen aan het publiek te tonen. Er werden tentoonstellingen ingericht in Sint-Petersburg (1996), Florence (1996), Antwerpen (1997 en 2004), Los Angeles (2003) en Londen (2003).

## Inhoud
De inhoud van het Breviarium Mayer van den Bergh ziet er als volgt uit:
| Sectie                                | Plaats           |
| ------------------------------------- | ---------------- |
| De kalender                           | ff. 1v – 7r      |
| Rubrieken                             | ff. 9r – 13v     |
| Litanie van alle heiligen             | ff. 13v – 15r    |
| Gebeden                               | ff. 15v – 16r    |
| Berekening zondagsletter en paasdatum | ff. 17rv – 19r   |
| Psalterium                            | ff. 20v – 114r   |
| Hymnarium                             | ff. 114v – 127v  |
| Tabula Psalmorum                      | ff. 128rv – 132v |
| Het tijdeigen                         | ff. 133r – 378r  |
| Eigene der heiligen                   | ff. 379r – 582v  |
| Gemeenschappelijke der heiligen       | ff. 583v – 618r  |
| Officie voor een kerkwijding          | ff. 618r – 621r  |
| Officie van de H. maagd Maria         | ff. 621v – 627r  |
| Officie van de doden                  | ff. 627v – 631r  |
| Diverse gebeden                       | ff. 631v – 647v  |
| Suffragia                             | ff. 647v – 662v  |
| Bijzondere officies/Aanvullingen      | ff. 662v – 695v  |
| Notanda                               | ff. 696r – 704v  |

### Kalender
De kalender is gebaseerd op de franciscaanse kalender. Bovenaan elke maand wordt aangegeven hoeveel dagen de maand bevat, hoeveel maan-dagen ze telt, hoelang de dag duurt en hoelang de nacht duurt.
Naast de feestdagen bevat de kalender de gegevens voor het berekenen van de weekdag in een willekeurig jaar, de numerus aureus in de eerste kolom en de zondagsletter in de tweede kolom. In de derde en vierde kolom vinden we het dagnummer uitgedrukt op de Romeinse wijze met calendae, nonae en idus.
Naast de feestdag wordt in de kalender ook de rangorde van het feest opgegeven: semiduplex, duplex minus, duplex, duplex maius, non transferetur en solenne generaliter. Deze rangorde wordt onder meer gebruikt om na te gaan welke gebeden voorrang krijgen als variabele feestdagen samenvallen met de herdenking van een heilige.
De kalender bevat een aantal feesten van heiligen die typisch franciscaans zijn (zie de lijst hieronder).
| Datum        | Omschrijving                                                                   |
| ------------ | ------------------------------------------------------------------------------ |
| 16 januari   | De vijf Marokkaanse martelaren (Beraldus, Petrus, Accursius, Adiutus en Otto). |
| 15 februari  | Translatie van Antonius van Padua.                                             |
| 17 mei       | Translatie van Bernardinus.                                                    |
| 20 mei       | Feestdag van Bernardinus.                                                      |
| 25 mei       | Translatie van Franciscus.                                                     |
| 13 juni      | Feestdag van Antonius van Padua.                                               |
| 20 juni      | Octaaf van Antonius van Padua.                                                 |
| 7 juli       | Feestdag van Bonaventura, telkens op de 2e zondag van juli                     |
| 12 augustus  | Feestdag van de heilige Clara.                                                 |
| 19 augustus  | Feestdag van Lodewijk, bisschop en belijder                                    |
| 26 augustus  | Octaaf van Lodewijk, bisschop en belijder                                      |
| 17 september | Feestdag van de stigmatisatie van de heilige Franciscus                        |
| 27 september | Feestdag van de heilige Elzearius                                              |
| 2 oktober    | Translatie van de heilige Clara van alle overleden ordeleden                   |
| 4 oktober    | Feestdag van de heilige Franciscus stichter van de minderbroeders              |
| 11 oktober   | Octaaf van de heilige Franciscus stichter van de minderbroeders                |
| 21 oktober   | Feestdag van de heilige Ursula en de elfduizend maagden                        |
| 27 oktober   | Feestdag van de heilige Ivo                                                    |
| 4 oktober    | Feestdag van de heilige Franciscus stichter van de minderbroeders              |
| 8 november   | Feestdag van de heilige Lodewijk, bisschop                                     |
| 19 november  | Feestdag van de heilige Elizabeth                                              |

### Rubrieken en Notanda
Rubrieken, in het rood geschreven teksten die het gebruik van de codex sturen of toelichten, vindt men in het gehele handschrift, maar in de sectie Rubrieken worden meer algemene verklaringen gegeven van hoe het officie moet worden samengesteld en gebeden tijdens bepaalde periodes zoals de advent of de tijd na Pinksteren. De regels voor de rangorde van de feesten en het te kiezen officie als twee of meer feestdagen samenvallen zijn terug te vinden in de sectie Notanda.

### Litanie
Een breviarium bevat normalerwijze ook een litanie waarin via geijkte formules en in een vastgelegde volgorde God en zijn heiligen worden aangeroepen om bijstand te verlenen. Men begint met gebeden tot God en de Drievuldigheid, dan wordt Maria aangeroepen gevolgd door de engelen en de aartsvaders. De litanie gaat verder met aanroepingen tot de apostelen en leerlingen van Jezus. De volgende groep zijn de mannelijke heiligen met de martelaren, geestelijken, belijders en ordestichters. Hierna pas komen de vrouwelijke heiligen aan bod met eerst de Heilige Vrouwen, gevolgd door de maagden-martelaressen, de maagden en de vrouwen die noch maagd noch martelares waren. De litanie in het Breviarium Mayer van den Bergh is vrij standaard en niet bijzonder franciscaans-getint.

### Psalter
Het psalter zoals het in de Bijbel voorkomt bestaat uit 150 psalmen die in numerieke volgorde na elkaar in het boek te vinden zijn. De volgorde waarin de psalmen moeten gebeden worden is afhankelijk van het liturgisch gebruik. Men gaat in functie van de dag van de week een aantal psalmen bidden bij elke gebedsstonde in de volgorde zoals in de tabel hieronder getoond. Deze tabel geeft de volgorde weer van het franciscaanse officie dat gevolgd wordt in het Mayer van den Bergh brevier. In andere breviaria kan deze volgorde verschillend zijn. Van deze volgorde kan afgeweken worden in functie van de feestdag of de heilige die op een bepaalde dag gevierd wordt. De instructies hiervoor zijn dan, als rubriek, terug te vinden in het tijdeigen of in de onderdelen Rubrieken en Notanda.
| Getijde   | Weekdag   | Psalmen                                 |
| --------- | --------- | --------------------------------------- |
| Metten    |           |                                         |
|           | Zondag    | 94, 1-3, 6-20                           |
|           | Maandag   | 94, 26-37                               |
|           | Dinsdag   | 94, 38-41, 43-49, 51                    |
|           | Woensdag  | 94, 52, 54-61, 63, 65, 67               |
|           | Donderdag | 94, 68-79                               |
|           | Vrijdag   | 94, 80-88, 93, 95-96                    |
|           | Zaterdag  | 94, 97-108                              |
| Lauden    |           |                                         |
|           | Zondag    | 62, 66, Benedicite, 148-150, 92-99      |
|           | Maandag   | 50, 62, 66, Confitebor, 148-150, 5      |
|           | Dinsdag   | 50, 62, 66, Ego dixi, 148-150, 42       |
|           | Woensdag  | 50, 62, 66, Exultavit, 148-150, 64      |
|           | Donderdag | 50, 62, 66, Cantemus, 148-150, 89       |
|           | Vrijdag   | 50, 62, 66, Domine audivi, 148-150, 142 |
|           | Zaterdag  | 50, 62, 66, Audite, 148-150, 91         |
| Priem     | Zondag    | 21-25, 53, 117, 118:1-32                |
| Priem     | andere    | 53, 118:1-32                            |
| Terts     | alle      | 118:33-80                               |
| Sext      | alle      | 118:81-128                              |
| None      | alle      | 118:129-176                             |
| Vespers   |           |                                         |
|           | Zondag    | 109-113                                 |
|           | Maandag   | 114-116, 119-120                        |
|           | Dinsdag   | 121-125                                 |
|           | Woensdag  | 126-130                                 |
|           | Donderdag | 131, 132, 134-136                       |
|           | Vrijdag   | 137-141                                 |
|           | Zaterdag  | 143-147                                 |
| Completen | alle      | 4, 30, 90, 133                          |

Het psalterium heeft acht secties, de eerste met metten, lauden en priem voor de zondag, de zes volgende secties bevatten metten en lauden voor maandag tot zaterdag en de laatste sectie bevat de terts, sext en nonen voor de weekdagen, de vespers voor alle dagen van de week en besluit met de completen. De psalmen zijn in deze volgorde in het brevier opgenomen en men noemt het daarom een psalterium per hebdomadam (week-psalter) tegenover het "psalterium non feriatum" waar de psalmen in numerieke volgorde voorkomen.
De gebeden die samen met de psalmen worden gebeden zoals het invitatorium (uitnodiging tot het gebed), de antifonen, hymnen en de verzen (voorzang en respons) maar ook de grotere gebeden en lofzangen zijn in het psalterium opgenomen. De hymnen zijn in het Breviarium Mayer van den Bergh zowel tussen de psalmen geplaatst, maar de codex bevat ook een hymnarium waar de hymnen verzameld werden.
De nummering van de psalmen verschilt tussen de middeleeuwse vulgaat en sommige latere vertalingen, bijvoorbeeld de Statenvertaling. Hier wordt de vulgaatnummering gebruikt.

### Tijdeigen
Het tijdeigen of temporale bevat de gebeden voor het kerkelijk jaar dat begint bij de advent en eindigt op de 24e zondag na Pinksteren. Voor elke dag worden dan de gebeden gegeven die tijdens de verschillende gebedsstonden (metten, lauden, priem, terts, sext, none, vespers en completen) moeten gebeden worden. Die gebeden bestaan uit hymnen, psalmen, lezingen uit het oude- en het nieuwe testament, predicaties van de kerkvaders en dergelijke meer. Het tijdeigen bevat enkel de gebeden die typisch zijn voor de behandelde dag. Voor terugkerende gebeden zoals de hymnen, psalmen en kantieken wordt niet het gebed opgenomen maar een verwijzing naar het gedeelte van het boek waar het betrokken gebed kan teruggevonden worden, het psalterium of het hymnarium. Die verwijzingen, naar bijvoorbeeld de psalmen, worden in het rood geschreven en noemt men rubrieken.
De dagelijkse gebeden voor de zondag en belangrijke feestdagen beginnen met de vespers, het voorlaatste getijde van de dag, van de zaterdag of de voorgaande dag. Dit was standaard, de viering van een feest begon met de vigilie, de avond daarvoor.

### Eigene der heiligen
Het eigene der heiligen is functioneel gelijk aan het tijdeigen. In functie van de heilige die op een bepaalde dag gevierd wordt, kan men de gebeden die moeten gereciteerd worden vinden bij die heilige in het eigene der heiligen. Ook hier zijn rubrieken voorzien die uitleggen welke combinaties er moeten gemaakt worden. Het proprium sanctorum is chronologisch gestructureerd en volgt de volgorde van de heiligenfeesten in de kalender.
Normalerwijze moet er overeenstemming bestaan tussen het proprium sanctorum en de kalender. Maar in het Breviarium Mayer van den Bergh zijn er tamelijk grote verschillen tussen de inhoud van de kalender en van het eigene der heiligen. Zoals hoger werd gezegd is de kalender sterk franciscaans georiënteerd, maar in het proprium sanctorum ontbreken de franciscaanse heiligen en hun feestdagen bijna allemaal. Zoals we hoger hebben gezien brengt Dekeyzer dit in verband met de vervaardiging van het breviarium in twee fases. Een aantal van deze ontbrekende officies wordt dan toegevoegd in de suffragia en in de notanda.

### Gemeenschappelijke der heiligen
Voor heiligen die niet zijn opgenomen in het proprium sanctorum zijn een soort passe-partout officies opgesteld die voor alle heiligen van een bepaald type kunnen gebruikt worden. Het commune sanctorum is onderverdeeld in officies voor apostelen, evangelisten, individuele martelaars, groepen van martelaars, belijders, maagden martelaressen, maagden, heilige vrouwen, andere martelaren.

## Verluchting
Van bij het begin van de studie van het breviarium waren kunsthistorici het erover eens dat er verscheidene kunstenaars betrokken waren bij de verluchting. De verluchting werd als een hoogtepunt van de Gent-Brugse stijl geroemd en het werk werd toegeschreven aan een plejade van artiesten, waaronder de Hortulus-meester, de Maximiliaan-meester, Simon Bening, Gerard Horenbout, Jan Provoost en de Meester van de David-scènes. Niemand waagde zich in de beginfase aan concrete toewijzingen van de miniaturen. Naar aanleiding van het uiteenhalen van het handschrift in 1994 werd het grondig bestudeerd; het resultaat daarvan was een publicatie waarin door kunstwetenschapster Brigitte Dekeyzer alle miniaturen werden toegewezen aan een bepaalde miniaturist. De meeste miniaturen zijn volgens haar van de hand van de Maximiliaan-meester en zijn atelier. Slechts enkele miniaturen kunnen toegeschreven worden aan andere artiesten, namelijk Gerard David, de Meester van Jacobus IV van Schotland en Gerard Horenbout. Simon Bening zou volgens Dekeyzer niet aan het handschrift hebben gewerkt: alle werken die zonder twijfel aan Simon Bening kunnen toegeschreven worden dateren van ná 1521 en ook stilistisch is er geen verwantschap met het oudere werk van Bening zoals het te vinden is in het Imhof-getijdenboek. Ook andere moderne onderzoekers denken in die richting. Thomas Kren noemt dezelfde verluchters, maar in de plaats van Horenbout heeft hij het over een anonieme meester.
Aan de margedecoratie en de decoratie van initialen, lijnvullers en dergelijke werkten, in zoverre ze niet door de meester zelf werden uitgevoerd, een groot aantal verschillende verluchters uit het atelier van de Maximiliaan-meester. Dekeyzer ziet minstens vijf verschillende handen en ook Kren gaat hiermee akkoord. De marges van de miniaturen geschilderd door de Jacobus-meester en Horenbout werden niet verlucht door het atelier van de Maximiliaan-meester.

### Miniaturisten

#### Maximiliaan-meester
De 'Maximiliaan-meester' of de 'Meester van het eerste Gebedenboek van Maximiliaan' is de noodnaam voor de miniaturist die een gebedenboek voor Maximiliaan van Oostenrijk zou verlucht hebben na 1486. Door veel onderzoekers wordt hij tegenwoordig geassocieerd met Alexander of Sanders Bening. In 1469 werd Alexander Bening te Gent opgenomen in de St.-Lucasgilde, op voordracht van Hugo van der Goes en Joos van Wassenhove. Van 1486 tot 1500 was hij te Brugge ingeschreven in de Sint-Jansgilde en de Sint-Lucasgilde (gilde van paneelschilders, miniaturisten en boekhandelaars). Hij huwde te Gent in 1480 met Catharina van der Goes, een nicht van schilder Hugo van der Goes. Bij zijn overlijden in 1519 werd zowel te Brugge als te Gent lijkdiensten gehouden. Hoewel Alexander Bening geregeld is terug te vinden in allerlei documenten is er geen enkel werk dat op basis daarvan aan hem kan toegeschreven worden. Drigsdahl vond wel een enigmatische handtekening in het Grimani Breviarium die hij aan Bening toeschrijft, maar die handtekening is gevonden in een katern dat miniaturen bevat die algemeen worden toegeschreven aan de Meester van de David scènes, wat die handtekening in vraag stelt.
Zoals hoger gezegd waren de Maximiliaan-meester en zijn atelier verantwoordelijk voor het grootste deel van de miniaturen in het manuscript. Een van de karakteristieken van het werk toegeschreven aan de Maximiliaan-meester is dat het zeer uiteenlopend van kwaliteit is, de miniaturen in het Weense handschrift waaraan hij zijn naam dankt, zijn een stuk minder van kwaliteit dan bijvoorbeeld die in de Hastings Getijden. Dit wijst op een bijzonder groot atelier en verklaart ook het grote kwaliteitsverschil in één werk zoals het ook hier kan worden vastgesteld.
De Maximiliaan-meester en zijn atelier gebruiken gelijkaardige personages, achtergronden en zelfs kleuren. De mannelijke figuren zijn stevige grote brede figuren met rustige, ernstige gezichten. Ze hebben zware wenkbrauwen, een schuin voorhoofd, puntige jukbeenderen en een vooruitstekende bovenlip. De kleur van de gezichten is een mengeling van grijs en roze, met roze ophogingen aan neus en kin. De personages monumentaal op de voorgrond geplaatst, hebben soms een houterige vreemde houding. De vrouwelijke figuren hebben popperige ovale gezichten, wit-eischelpkleurig met een smalle kin. Wenkbrauwen en lippen zijn weinig benadrukt. De figuren hebben gracieuze lange handen. De meester maakt gebruik van een geraffineerd palet met naast de hoofdkleuren zachte pastel kleuren en realiseert heel mooie kleurcomposities. De iconografie gaat terug op de Weense meester van Maria van Bourgondië en is schatplichtig aan Hugo Van der Goes, maar ook invloeden van Dirk Bouts en Simon Marmion zijn aanwezig. Hij bezat blijkbaar een grote collectie modellen uit het repertoire van de voornoemde meesters die hij gebruikte in zijn werk en het werk van zijn atelier.

#### Meester van Jacobus IV van Schotland
De Meester van Jacobus IV van Schotland was een Vlaams miniaturist die actief was tussen ca. 1485 en 1530. Zijn noodnaam is afkomstig van een getijdenboek dat hij zou verlucht hebben ter gelegenheid van het huwelijk van Jacobus IV van Schotland met Margaretha Tudor in 1503. Dat handschrift wordt vandaag bewaard in Wenen in de Österreichische Nationalbibliothek als codex 1897. De Jacobus-meester was een van de grote miniaturisten van zijn tijd. Hij was onder meer betrokken bij de verluchting van het Breviarium van Isabella van Castilië, het Breviarium Mayer van den Bergh en het Breviarium Grimani.
Ook de Jacobus-meester schilderde robuuste stevige figuren. Zijn kleurenpalet en kleurencombinaties waren origineel en soms gedurfd. Zijn werk wordt herkend aan de complexe ruimtelijke composities. Zijn personages zijn veel levendiger en de gezichten veel expressiever dan in het werk van de Maximiliaan-meester. In zijn latere werk komt het Vlaamse illusionisme sterk naar voren in de inventieve beeldopbouw en de relaties tussen marge en miniatuur. In het breviarium zijn vijf volbladminiaturen aan hem toegewezen.

#### Gerard Horenbout
Gerard Horenbout werd in Gent geboren tussen 1460 en 1465. Horenbout wordt voor het eerst vermeld in de archieven van de St. Lucasgilde in Gent in op 25 augustus 1487. Hij moet een vrij belangrijk atelier geleid hebben want twee van zijn leerlingen zijn gedocumenteerd en waarschijnlijk werkten ook zijn drie kinderen, Lucas, Suzanna en Joris bij hun vader. In 1515 wordt hij benoemd tot hofschilder van Margaretha van Oostenrijk. Tussen 1522 en 1525 wijkt hij uit naar Engeland. De redenen hiervoor zijn niet gekend. In Engeland werkt hij aan het hof van Hendrik VIII, waar hij in de hofrekeningen is terug te vinden tussen 1528 en 1531. Of hij nog naar Gent terugkeerde is onduidelijk, zijn dochter huwde in Engeland en werd een bekende miniaturiste en zijn zoon Lucas werd hofschilder aan het Engels hof. Hij overleed waarschijnlijk in 1540 of 1541. Sommige onderzoekers identificeren Horenbout met de Meester van Jacobus IV van Schotland maar Dekeyzer is het daar niet mee eens, zij is van oordeel dat de twee miniaturen die in het breviarium aan hem worden toegeschreven volledig afwijken van die van alle andere meesters die aan het werk hebben meegewerkt. De zeer gedetailleerde composities en onder meer de prachtige weergave van de stoffen van de gewaden is uniek. Ook het enorme ruimte- en dieptegevoel dat hij weet te creëren komen bij geen enkele van de andere miniaturisten voor.

#### Gerard David

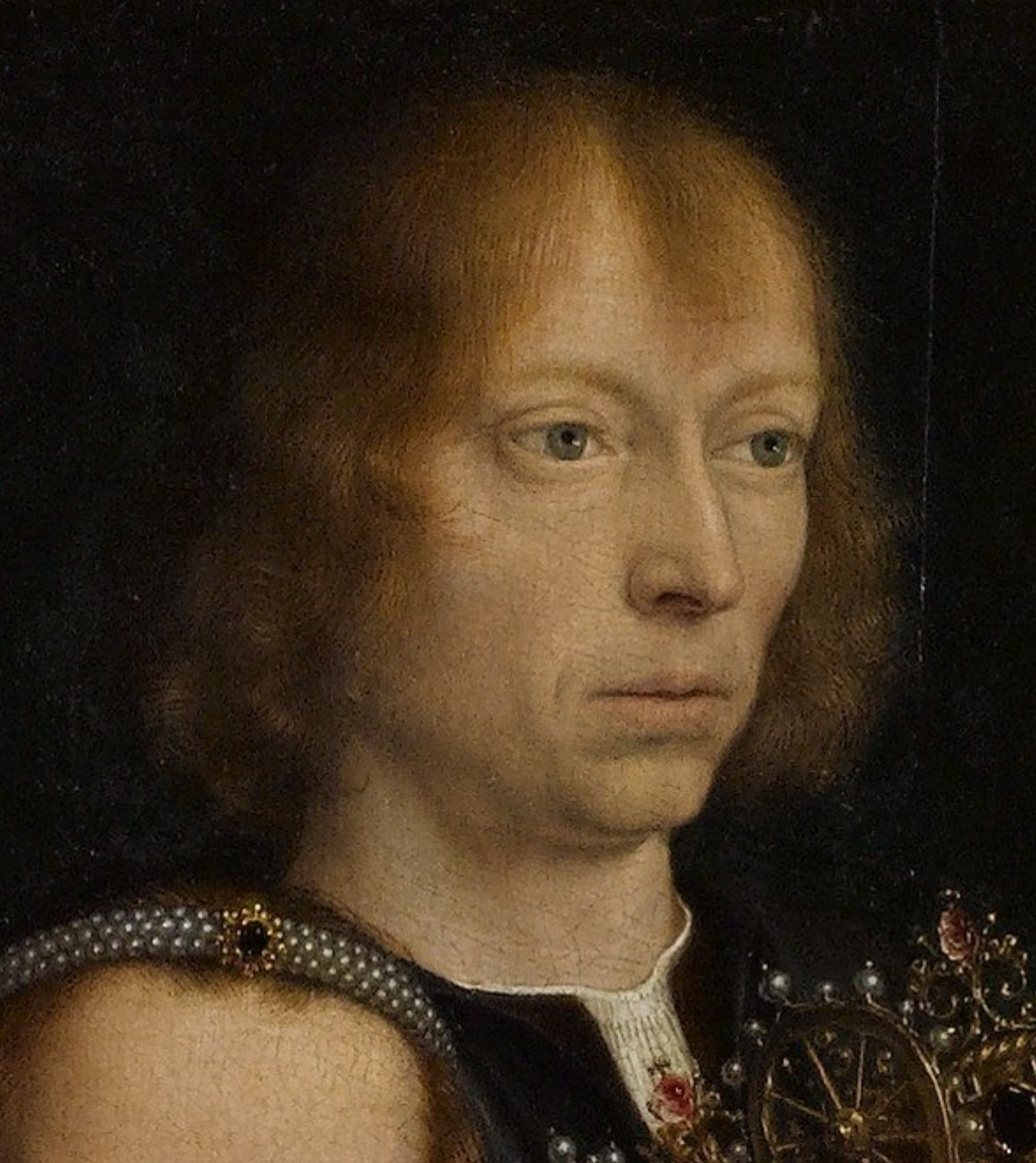
Zelfportret van Gerard David, aan wie drie miniaturen in het brevier worden toegeschreven

Gerard David werd geboren in Oudewater omstreeks 1460. In 1484 werd hij te Brugge opgenomen als vrijmeester in het gilde van de beeldenmakers en de zadelmakers, dat ook de schilders groepeerde. Als schilder kon hij zijn werk uitvoeren op om het even welke drager, dus ook op perkament. Op basis van zijn vroege werken wordt verondersteld dat hij werd opgeleid door Albert van Ouwater. Zijn vroege werken tonen ook de invloed van Geertgen tot Sint Jans in Haarlem en de ruimtelijke compositie van zijn vroege werken verwijst naar Dieric Bouts, eveneens uit Haarlem. In zijn beginperiode in Brugge bestudeert hij het werk van Jan van Eyck, Rogier van der Weyden en Hugo van der Goes en leunt hij sterk aan bij de stijl van Hans Memling, aan wie hij motieven en soms composities ontleent (bijvoorbeeld De Aanbidding der Wijzen, Alte Pinakothek, München, naar Van der Goes). Hij wordt daarom weleens de laatste van de Vlaamse Primitieven genoemd. Gerard Davids persoonlijkheid komt tot uiting in de vrij gedrongen personages en in een warm, doch somber kleurengamma.
David zou ook gewerkt hebben als miniaturist, onder andere in het Breviarium van Isabella van Castilië en het getijdenboek van paus Alexander VI (Papa Borgia). In het Breviarium Mayer van den Bergh worden enkele miniaturen aan Gerard David toegeschreven. Het gaat om drie miniaturen: de Genadestoel op f326v, de Visitatie op f473v en de heilige Catharina op f611v. David zou ook verantwoordelijk zijn voor de Judas in het laatste avondmaal op f331v. De aangezichten worden op meesterlijke wijze geschilderd, ze zijn opgebouwd uit transparante lagen van wit en zachtroze en de diepte wordt gesuggereerd met zachte grijstinten. Ook in het weergeven van gewaden is Gerard David een ware meester.

### Verluchtingsprogramma
De verluchting in een handschrift had als belangrijk doel, de lezer wegwijs te maken in de tekst door het structureren van de tekst. De verluchting kent dan ook een strikte hiërarchie. De grootste miniaturen duiden de belangrijke secties van het handschrift aan, de kleinere miniaturen duiden op onderdelen van die secties. De initialen worden dan gebruikt, in functie van hun hoogte, om die sectieonderdelen verder in te delen. Het al of niet afbeelden van heiligen in het proprium sanctorum heeft dan weer te maken met de belangrijkheid (naar de opdrachtgever toe) van de heilige

#### Volbladminiaturen
De volbladminiaturen werden uitgevoerd op de verso zijde van aparte perkamenten folia die dikker waren dan het velijn waarop de teksten werden geschreven. De recto zijde van die folia werd blanco gelaten. Dit had onder meer het voordeel dat de decoratie onafhankelijk van het schrijven kon worden uitgevoerd en anderzijds dat de verdeling over verschillende artiesten eenvoudiger werd, het vergde natuurlijk een goede organisatie en planning van het werk.
Hierbij vindt men een lijst van de volbladminiaturen (type=vb) en de miniaturen met gehistorieerde randen (type=gr) in de verschillende onderdelen van het breviarium.
Psalterium
| Folium | Type  | Omschrijving                          |
| ------ | ----- | ------------------------------------- |
| 20v    | vb-gr | Het gevecht tussen David en Goliath   |
| 21r    | gr    | Scènes uit het leven van David        |
| 41r    | vb    | Tobias thuiskomst met de vis          |
| 50v    | vb    | Smeekbede om genezing                 |
| 58r    | vb    | De aanbidding van het gouden kalf     |
| 65r    | vb    | Jozef wordt door zijn broers verkocht |
| 75v    | vb    | De doortocht van de schelfzee         |
| 100r   | vb    | De heilige Drievuldigheid             |

Het begin van het psalterium bestaal uit een soort diptiek. De andere volbladminiaturen worden in het psalterium gebruikt om het begin van de metten van zondag tot en met zaterdag te markeren, de miniatuur van de Drievuldigheid geeft het begin van de vespers op zondag aan. Het begin van de andere getijden wordt aangeduid met een margeversiering omheen het tekstblok (floraal, acanthus of architecturale rand). De psalmen die niet aan het begin van een sectie staan en de hymnen beginnen met een initiaal van twee lijnen hoog. De andere gebeden hebben een beginintiaal van één lijn hoog.
Temporale
| Folium | Type  | Omschrijving                                                      |
| ------ | ----- | ----------------------------------------------------------------- |
| 158v   | vb    | De geboorte van Christus                                          |
| 159r   | gr    | Scènes uit de geboortecyclus                                      |
| 182v   | vb    | De besnijdenis                                                    |
| 167v   | vb    | Johannes de Evangelist                                            |
| 189r   | gr    | De aanbidding der wijzen                                          |
| 284v   | vb-gr | De verrijzenis van Christus en geassocieerde taferelen            |
| 285r   | gr    | Chritus verschijnt bij het meer van Tiberias                      |
| 309v   | vb    | De hemelvaart van Christus                                        |
| 318v   | vb    | De nederdaling van de Heilige Geest met Pinksteren                |
| 326v   | vb    | Genadestoel (Drievuldigheidszondag)                               |
| 331v   | vb    | Het laatste avondmaal (feest van Corpus Christi of Sacramentsdag) |

Zowel de kerstcyclus als de paascyclus beginnen met een diptiek. Voor het overige zijn belangrijke feestdagen aangemerkt met een bladvullende miniatuur. Rond de begintekst van de minder belangrijke feestdagen is een randversiering aangebracht om op die manier het temporale te structureren. Dat de aanbidding der wijzen slechts in de rand is afgebeeld is tamelijk vreemd omdat in de middeleeuwen dit feest het belangrijkste van de kerstkring was en de volbladminiatuur van Johannes de evangelist op f167v is eigenlijk ook verrassend want zeer ongebruikelijk op die plaats. Ook in het temporale wordt gebruikgemaakt van de grootte van de begininitialen om de tekst verder te structureren. Kleine miniaturen komen niet voor in het temporale op een gehistorieerde initiaal van de heilige Stefanus na.
Proprium sanctorum
| Folium | Type  | Omschrijving                     |
| ------ | ----- | -------------------------------- |
| 387v   | vb    | Anna                             |
| 411v   | vb    | Opdracht in de tempel (Lichtmis) |
| 424v   | vb    | Benedictus                       |
| 427v   | vb-gr | Annunciatie – boom van Jesse     |
| 428r   | gr    | Scènes uit het leven van Maria   |
| 457v   | vb    | Prediking van Johannes de Doper  |
| 466v   | vb    | Petrus en Paulus                 |
| 473v   | vb    | Visitatie                        |
| 489v   | vb    | Jacobus de meerdere              |
| 501v   | vb    | Onze Lieve Vrouw ter Sneeuw      |
| 506v   | vb    | Transfiguratie                   |
| 520v   | vb    | Het sterfbed van Maria           |
| 536v   | vb    | De geboorte van Maria            |
| 552v   | vb    | De aartsengel Michaël            |
| 562v   | vb    | Allerheiligen                    |

In het Eigene der heiligen worden de miniaturen niet gebruikt om de tekst te structureren maar veeleer om de belangrijkheid van de heilige aan te duiden. In het Breviarium Mayer van den Bergh zijn er wel veel feesten die in de kalender rood zijn geschreven (belangrijke feesten) die geen miniatuur van de heilige meekrijgen. De versiering van het proprium is, zelfs als men de kleine miniaturen meerekent, vrij klassiek te noemen in tegenstelling tot de kalender die typisch franciscaans en Portugees is met ook een aantal dominicaanse heiligen. Initialen worden ook hier gebruikt om de verschillende gebeden in een officie van een heilige aan te duiden.
Commune sanctorum
| Folium | Type | Omschrijving                                    |
| ------ | ---- | ----------------------------------------------- |
| 583v   | vb   | Apostelen                                       |
| 590v   | vb   | Marteldood van de heilige Valentijn             |
| 596v   | vb   | Marteldood van de tienduizend martelaren        |
| 601v   | vb   | Priesters belijders (de miniatuur is verdwenen) |
| 601v   | vb   | Maagden martelaressen (Catharina)               |

De officies in het Gemeenschappelijke der heiligen zijn gebeden voor een bepaald type van heilige. De miniaturen illustreren dan ook een aantal van de types en worden gebruikt om de tekst te structureren.
Overige volbladminiaturen
In het laatste deel van het handschrift zijn een aantal officies voor heiligen opgenomen die in het proprium sanctorum ontbraken. Twee daarvan zijn verlucht met een volbladminiatuur.
| Folium | Type | Omschrijving                       |
| ------ | ---- | ---------------------------------- |
| 651v   | vb   | Het wonder van de ezel             |
| 687v   | vb   | Presentatie van Maria in de tempel |

#### Kleine miniaturen
De kleinere miniaturen komen alleen het proprium sanctorum voor en zijn meestal 12 lijnen hoog en in een kolom geplaatst. In het begin van de sectie zijn er vijf kleine miniaturen die bovenaan de bladzijde zijn geplaatst en omringd met een bladbrede margeversiering. De kleine miniaturen lijken daardoor halfbladminiaturen die slechts 10 lijnen in de kolommen overlaten voor de tekst. Vanaf katern 50 wordt dan overgeschakeld op miniaturen die slechts kolombreed worden uitgevoerd. Mogelijk was deze breuk in de verluchtingsstijl het gevolg van de eisen van een nieuwe opdrachtgever.

#### Randversiering
De randversiering in het handschrift is zeer gevarieerd. Er worden zowel Gents-Brugse strooiranden gebruikt als architecturale en letterranden. Soms worden de randen volledig of gedeeltelijk gehistorieerd en bevatten ze dus een reeks kleinere miniaturen die dikwijls het hoofdgebeuren op de grotere miniatuur complementeren.
Randversieringen rond tekstbladzijden worden onder meer in het temporale en in het proprium sanctorum gebruikt om de tekst te structureren en het begin van een feest- of zondag aan te duiden.

#### Kalenderminiaturen
De kalenderbladzijden zijn opgebouwd uit de tabel met de kalendergegevens die omrand is met een architecturale marge. Bovenaan in het midden van de tabel vinden we een afbeelding van het dierenriemteken van de maand. Links en rechts daarvan zien we een afbeelding van (kinder)spelen die typisch zijn voor de maand. Onderaan worden over de gehele breedte van de bladzijde de werken of de genoegens van de maand afgebeeld. In de brede rand aan de buitenkant van de bladzijde worden heiligen afgebeeld in medaillons binnen de architecturale rand of als een kleine beeldengroep die deel uitmaakt van het kader. In de smalle marge aan de binnenkant maken heiligenbeelden deel uit van de architecturale rand.